# Московский маргариновый завод
Московский маргариновый завод (ММЗ) — предприятие масложировой промышленности в Басманном районе Москвы, выпускавшее маргарин, спреды, майонез.
Построен в 1930 году, в 1950-е — 1970-е годы был крупным производителем майонеза. В начале 1990-х годов акционирован, в 1998 году приобретён корпорацией Unilever, в 2014 году завод продан российской компании «Мономах», продолжавшей на предприятии несколько лет выпуск продукции под марками Unilever. В 2020 году остановлено и продано застройщикам.

## Местоположение
Завод был расположен в квартале, ограниченном Центросоюзным и Балакиревским переулками и железнодорожной линией рязанского направления Московской железной дороги, непосредственно примыкая к восточной оконечности станции Москва-Товарная-Рязанская. Площадь земельного участка — 1,815 га. На территории расположено 8 производственных корпусов и баковое хозяйство, общая площадь крупнейшего корпуса, расположенного внутри квартала — 8,5 тыс. м².

## История
Решение о строительстве крупного маргаринового завода в Москве принято в 1928 году в связи с отмеченной неэффективностью небольших производств (в 1920-е годы в Москве малыми объёмами выпускали маргарин «Фритюр» на заводе «Стеол»). В июле 1930 года завод пущен в эксплуатацию, директором назначен Д. Д. Майоров, пусковая мощность производства составила 20 тонн маргарина в сутки.
Основная продукция первых лет — маргарин, технология его производства была переусложнённой, с низким уровнем автоматизации операций. В 1930-е годы на заводе освоено производство майонеза, но объёмы выпуска были невелики, а схема производства — почти кустарной, на основе ручного труда. Годовой объём производства майонеза составил в 1936 году 2,7 тонн (в среднем 7,4 кг в сутки), за 1941 год выпущено 275 тонн майонеза; во время войны объёмы снизились, в 1945 году произведено 60 тонн майонеза, в 1950 году — 159 тонн.
В 1950-е — 1970-е годы завод модернизирован, заменено оборудование, в результате достигнут уровень механизации 88,6 %, пущено 12 линий и установок непрерывного действия. Ко второй половине 1950-х годов удалось улучшить потребительские качества выпускаемого майонеза (прежде всего — повысить стойкость эмульсии), спрос на продукцию вырос, и завод стал основным производителем майонеза Москвы: в 1957 году выпущено 1358 тонн майонеза, в 1960 году — 3336 тонн, в 1963 году — 6674 тонн. В конце 1950-х годов, кроме классического майонеза-провансаля, небольшими объёмами начат выпуск майонеза с добавками (с томатом, с хреном, с укропным маслом).
В 1976 году решено сконцентрировать всё московское майонезное производство на Московском жировом комбинате, и в 1977 году майонезное производство с маргаринового завода переведено на жиркомбинат, после чего завод целиком специализирован на маргариновом производстве.
В начале 1990-х годов по программе приватизации предприятие акционировано. В 1994 году завод работал с производительностью 110 тонн маргарина в сутки (соответствует уровню около 40 тыс. тонн в год при непрерывной загрузке), ассортимент включал сливочный, молочный, фруктовый, шоколадный и низкожирный маргарины, приблизительно ¾ объёма производства отпускалось в монолите, около четверти продукции — в фасованном виде. В том же году завод вновь освоил производство майонеза, закупив линию по фасовке соуса в полимерные пакеты производительностью 3 тонны в сутки. Численность работников предприятия в 1994 году составила 350 человек, директор завода в 1990-е годы — Г. В. Урум.

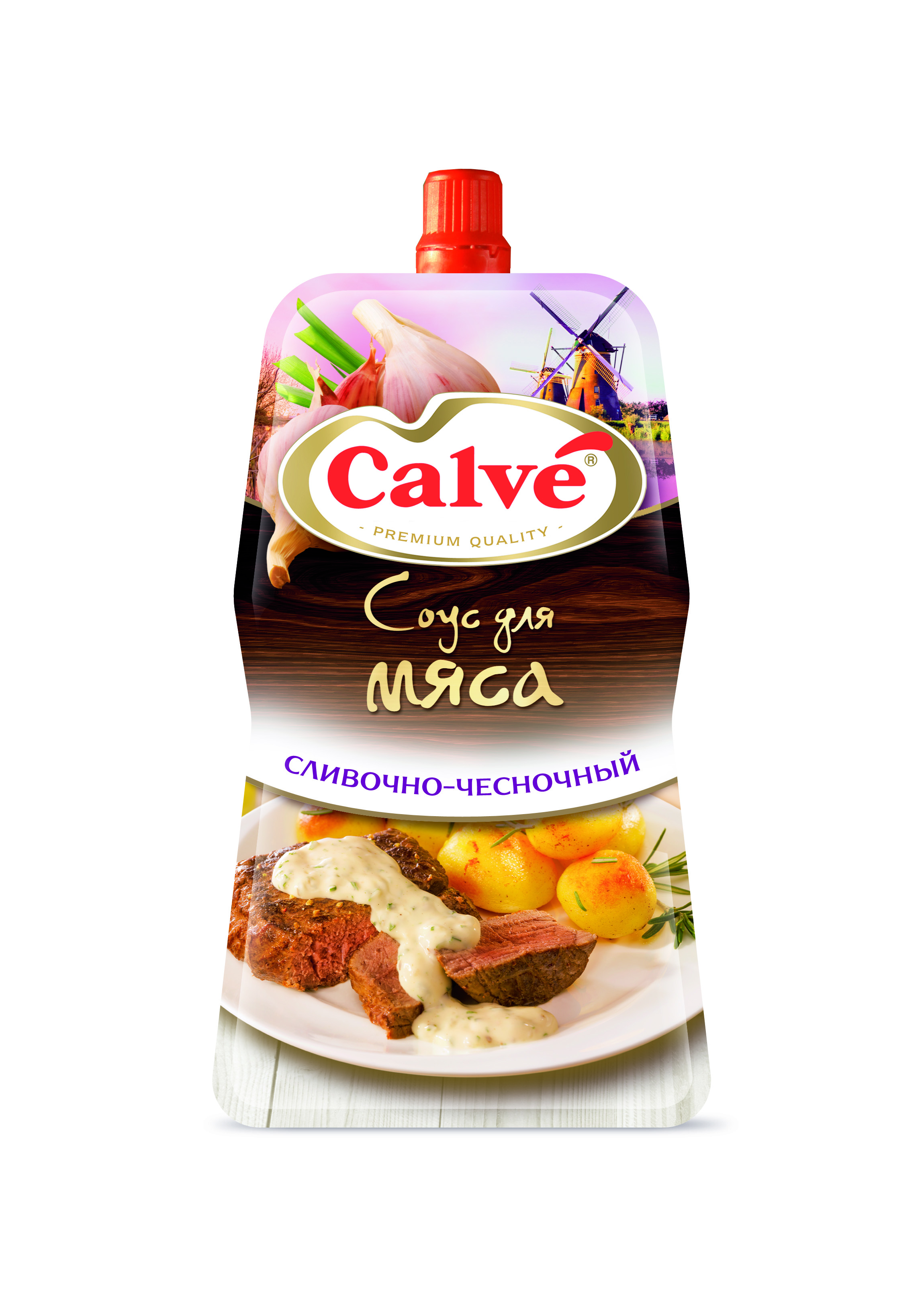
Упаковка одного из соусов Calvé, производившихся на заводе.

В марте 1998 года предприятие приобретено англо-голландской корпорацией Unilever с целью локализовать масложировое производство в России в связи с введением импортных пошлин (во второй половине 1990-х годов введена ввозная пошлина 5 %, вскоре увеличенная до 15 %). Начиная с этого времени предприятие фигурировало как «Московский маргариновый завод „Юнилевер“». На заводе было развёрнуто производство майонеза и соусов под торговой маркой «Calvé», маргарина «Пышка», спредов под марками «Rama» и «Delmy», растительно-творожного крема «Crème Bonjour». Мощность завода к 2014 году составила 91 тыс. тонн готовой продукции в год.
Весной 2014 года Unilever продала завод зеленоградской компании «Мономах» Евгения Титова, владеющей также маслоперерабатывающими предприятиями в Глубоком Ростовской области и Ахтырском Краснодарского края. При этом майонезное производство Unilever вывело на собственный завод в Туле (построенный корпорацией в 1999 году), а производство маргаринов, спредов и подсолнечного масла под марками Unilever заказывало на заводе «Мономаха».
В 2020 году в связи с банкротством «Мономаха» предприятие продано на торгах компании-застройщику «Русский монолит» за 614 млн руб., новые владельцы планируют постройку жилого комплекса.